# New-York-City-Marathon 2022
Der New-York-City-Marathon 2022 (offiziell: TCS New York City Marathon 2022) war die 51. Ausgabe der jährlich stattfindenden Laufveranstaltung in New York City, Vereinigte Staaten. Der Marathon fand am 6. November 2022 statt. Es war der letzte Lauf der World Marathon Majors 2022 und hatte das Etikett Elite Platinum der World Athletics Label Road Races 2022.
Beste Deutsche wurden Hendrik Pfeiffer auf Platz 16 (2:22:31 h) und Lisa Schmitt auf Platz 62 (3:04:18 h).

## Ergebnisse

### Männer
| Platz | Athlet                 | Land               | Zeit (h) |
| ----- | ---------------------- | ------------------ | -------- |
| 01    | Evans Chebet           | Kenia              | 2:08:41  |
| 02    | Shura Kitata           | Äthiopien          | 2:08:54  |
| 03    | Abdi Nageeye           | Niederlande        | 2:10:31  |
| 04    | Mohamed Reda el-Aaraby | Marokko            | 2:11:00  |
| 05    | Suguru Osako           | Japan              | 2:11:31  |
| 06    | Tetsuya Yoroizaka      | Japan              | 2:12:12  |
| 07    | Albert Korir           | Kenia              | 2:13:27  |
| 08    | Daniele Meucci         | Italien            | 2:13:29  |
| 09    | Scott Fauble           | Vereinigte Staaten | 2:13:35  |
| 10    | Reed Fischer           | Vereinigte Staaten | 2:15:23  |

### Frauen
| Platz | Athletin               | Land               | Zeit (h) |
| ----- | ---------------------- | ------------------ | -------- |
| 01    | Sharon Lokedi          | Kenia              | 2:23:23  |
| 02    | Lonah Chemtai Salpeter | Israel             | 2:23:30  |
| 03    | Gotytom Gebreslase     | Äthiopien          | 2:23:39  |
| 04    | Edna Kiplagat          | Kenia              | 2:24:16  |
| 05    | Viola Cheptoo          | Kenia              | 2:25:34  |
| 06    | Hellen Obiri           | Kenia              | 2:25:49  |
| 07    | Aliphine Tuliamuk      | Vereinigte Staaten | 2:26:18  |
| 08    | Emma Bates             | Vereinigte Staaten | 2:26:53  |
| 09    | Jessica Stenson        | Australien         | 2:27:27  |
| 10    | Nell Rojas             | Vereinigte Staaten | 2:28:32  |